# Takla (biskup koptyjski)
Takla (ur. 1 lipca 1960 w Kairze) – duchowny Koptyjskiego Kościoła Ortodoksyjnego, od 1991 biskup Diszny.

## Życiorys
15 grudnia 1985 złożył śluby zakonne w monasterze św. Pachomiusza. Sakrę biskupią otrzymał 26 maja 1991.